# Trichlorofluorométhane
Pour les articles homonymes, voir R11.
Le trichlorofluorométhane CCl3F, également appelé fréon 11 (nom de marque), CFC-11, ou R-11 selon la liste de réfrigérants, est un chlorofluorocarbure (CFC). Ce liquide incolore, presque inodore, très volatil, qui bout à température ambiante, a été le premier réfrigérant employé couramment en raison de son bas point d'ébullition. Il s'emploie dans les systèmes à basse pression de fonctionnement contrairement aux systèmes fonctionnant au R-12 ou R-22 qui nécessitent une haute pression de fonctionnement. C'est un gaz à effet de serre, et en tant que destructeur de la couche d'ozone, il est interdit par le Protocole de Montréal mais sa production industrielle semble avoir illégalement repris en Chine.

## Applications industrielles (avant interdiction)
- Réfrigérant, dont pour les systèmes de climatisation d'air industriel.
- Fluide de rinçage de circuits frigorifiques.
- Fluide caloporteur.
- Propulseur pour aérosols en pharmaceutique, cosmétique et thérapeutique (souvent en association avec le dichlorodifluorométhane).
- Agent gonflant pour les mousses de polymères.
- Solvant pour le dégraissage (notamment des circuits imprimés) et pour le nettoyage à sec (textiles).

## Propriétés
Ce fluide de la famille des chlorofluorocarbures est :
- incolore ;
- ininflammable ;
- d'odeur légèrement éthérée ;
- point critique : 198 °C à 4 410 kPa.
- Potentiel de déplétion ozonique (ODP) : 1,0 (le trichlorofluorométhane sert de référence à l'échelle).
- Potentiel de réchauffement global (GWP) : 4 600.

## Interdiction et production illégale
Le trichlorofluorométhane est interdit par le Protocole de Montréal en raison de son effet néfaste sur la couche d'ozone.
Grâce au Protocole de Montréal, sa concentration dans l'atmosphère a décliné régulièrement dès le milieu des années 1990, mais moindrement depuis 2012, probablement à la suite d'une reprise illégale de sa production industrielle dans l'est de la Chine.

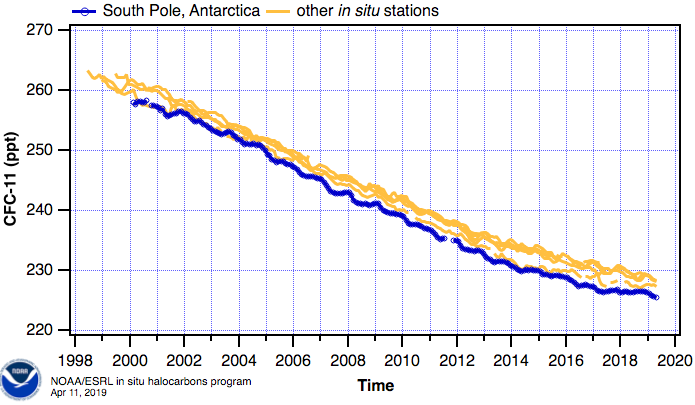
Évolution du taux de CFC-11 au pôle Sud (en parties par billion).

## Biodégradabilité?
Quelques tests faits de 2003 à 2005 ont montré une certaine biodégradation du CFC-11, mais uniquement en conditions anaérobies (dont dans les eaux marines anoxiques selon Bullister et Lee, 1995), mais ce produit est très volatil, il tend donc à se répandre dans l'air, tant qu'il n'est pas prisonnier d'un contenant ou des pores d'une mousse isolante qui en sont un réservoir de polluant pour le futur (des preuves existent d'émanations de CFC-11 à partir de certaines décharges).